# Explosões em Guadalajara em 1992
Uma série de 13 explosões ocorreram em Guadalajara, a segunda maior cidade do México em 22 de abril de 1992, no distrito de Analco (Setor Reforma), afetando também os bairros Atlas, Barragán Hernández, San Carlos e Las Conchas.
As explosões de gasolina na rede de esgoto ocorreram pouco depois das 10h00 (hora local), destruindo 8 quilômetros de ruas, sendo a Gante a mais afetada. O balanço oficial das explosões foi de 212 mortos, 69 desaparecidos, 1.800 feridos, oito quilômetros de ruas destruídas, 1.142 casas, 450 lojas, 100 escolas e 600 veículos foram afetados. No entanto, depoimentos de sobreviventes e voluntários da tragédia indicam uma soma muito maior em vítimas e feridos. O prejuízo econômico estimado foi entre 7 e 10 milhões de dólares. A área afetada agora pode ser reconhecida pela arquitetura mais moderna nas áreas que foram destruídas.
Quatro dias antes da explosão, os moradores começaram a reclamar de um cheiro forte de gás vindo dos esgotos, que se tornou cada vez mais pungente com o passar dos dias. Eles estavam experimentando sintomas como ardência nos olhos e na garganta; e náusea. Alguns moradores até encontraram gasolina saindo de seus encanamentos de água. Trabalhadores da cidade foram enviados para verificar o esgoto e encontraram níveis perigosamente altos de vapores de gasolina. No entanto, o prefeito da cidade não considerou necessário evacuar a cidade, pois considerou que não havia risco de explosão.

## Cronologia dos eventos
Antes das explosões, em 19 de abril, os moradores da rua Gante relataram um forte cheiro de gasolina e nuvens de fumaça branca saindo dos esgotos para o distrito de Barragán Hernández. No dia seguinte, trabalhadores da Câmara Municipal e da Proteção Civil iniciaram dois dias de investigações na via; eles encontraram altos níveis de gasolina entre outros hidrocarbonetos, mas anunciaram que não era necessário evacuar a região. Às 10h do dia 22 de abril, tampas de bueiros na rua começaram a saltar e colunas de fumaça branca começaram a sair delas.
Às 10h05 do dia 22 de abril, as duas primeiras explosões foram registradas, a primeira na esquina da Calzada Independencia com a rua Aldama, e a segunda no cruzamento da Gante com a 20 De Noviembre. Um minuto depois, a primeira chamada foi recebida no serviço de Emergência 060 e encaminhada ao correio de voz. Uma terceira explosão, às 10h08, resultou em um ônibus, pertencente à Companhia Tuts, sendo projetado pelo ar na esquina da Gante com a Nicolas Bravo. Quatro minutos depois, outra explosão foi registrada na Avenida Gonzalez Gallo. Às 10:15, os trabalhadores da fábrica ao longo da Avenida Gonzalez Gallo começaram a evacuar, pouco antes das equipes de resgate e voluntários começarem a chegar às áreas afetadas pelas explosões. Às 10:23 ocorreu a quinta explosão, no cruzamento de Gante e Calzada del Ejercito. Às 10:29 as evacuações começaram no bairro Mexicaltzingo, dois minutos antes da sexta explosão ser registrada no cruzamento da 5 De Febrero com a Rio Bravo.
Às 10h43 ocorreu a sétima explosão, na esquina da Rua Gante com a Silverio Garcia. Logo após a chegada de mais equipes de resgate às áreas afetadas, a oitava explosão ocorreu às 11h02, no cruzamento da Avenida Rio Nilo com o Rio Grande. Após esta explosão os bairros de Atlas, Alamo Industrial, El Rosario, Quinta Velarde e Fraccionamiento Revolución; e o centro do município de Tlaquepaque; foram evacuados. As duas últimas explosões ocorreram às 11h16, uma na interseção de Rio Alamos e Rio Pecos, e a outra em González Gallo e Rio Suchiate. À tarde, o medo de novas tragédias fez as pessoas em toda a área metropolitana de Guadalajara descobrirem bueiros para que os gases remanescentes pudessem escapar. Moradores de bairros como Zona Industrial, 18 De marzo, Fresno, 8 De Julio, Ferrocarril, La Nogalera, Morelos, Echeverria, Polanco, 5 de mayo e Miravalle são informados de estarem cientes de qualquer evento incomum.
Após as explosões, houve grande pânico três dias depois, no dia 25 de abril entre os moradores dos bairros 5 De Mayo, el Dean, Echeverría e Polanco; os bombeiros pediram às pessoas que evitassem acender qualquer chama, devido ao forte cheiro de gás. Posteriormente, foi confirmado ser um vazamento numa tubulação da Pemex.

## Investigação
A investigação do desastre descobriu que houve duas causas precipitantes:
Novos canos de água, feitos de ferro revestido de zinco, foram construídos muito perto de um duto de aço para gasolina existente. A umidade subterrânea fez com que esses materiais criassem uma reação eletrolítica, semelhante à que ocorre dentro de uma bateria de zinco-carbono. À medida que a reação prosseguia, eventualmente causou a corrosão do tubo de aço, criando um buraco no gasoduto que permitiu que a gasolina vazasse para o solo e para o tubo principal de esgoto.
O tubo de esgoto foi recentemente reconstruído em forma de U para que a cidade pudesse expandir seu sistema de metrô subterrâneo. Normalmente, os esgotos são construídos em um declive para que a gravidade ajude a mover os resíduos. Para fazer o U funcionar, um sifão invertido foi colocado para que os fluidos pudessem ser empurrados contra a gravidade. O design era defeituoso, no entanto. Embora os líquidos tenham sido bombeados com sucesso, os gases não foram, e os vapores dos gases se acumularam.

## Rescaldo e consequências
Na sequência, as autoridades municipais e as empresas culparam-se umas às outras. Algumas pessoas inicialmente pensaram que uma empresa de fabricação de óleo de cozinha estava vazando hexano, um líquido inflamável semelhante a (e um componente da) gasolina, nos esgotos, mas mais tarde foi descoberto que isso estava errado. O então prefeito de Guadalajara Enrique Dau Flores pediu "licença temporária" do cargo durante as investigações da tragédia em 24 de abril. Alguns dias depois o então governador de Jalisco Guilermo Vidaurri também renuncia ao cargo como consequência do desastre. Numerosas prisões foram feitas na tentativa de indiciar os responsáveis pelas explosões. Quatro funcionários da Pemex foram indiciados e acusados, com base em negligência. No final das contas, no entanto, essas pessoas foram inocentadas de todas as acusações.

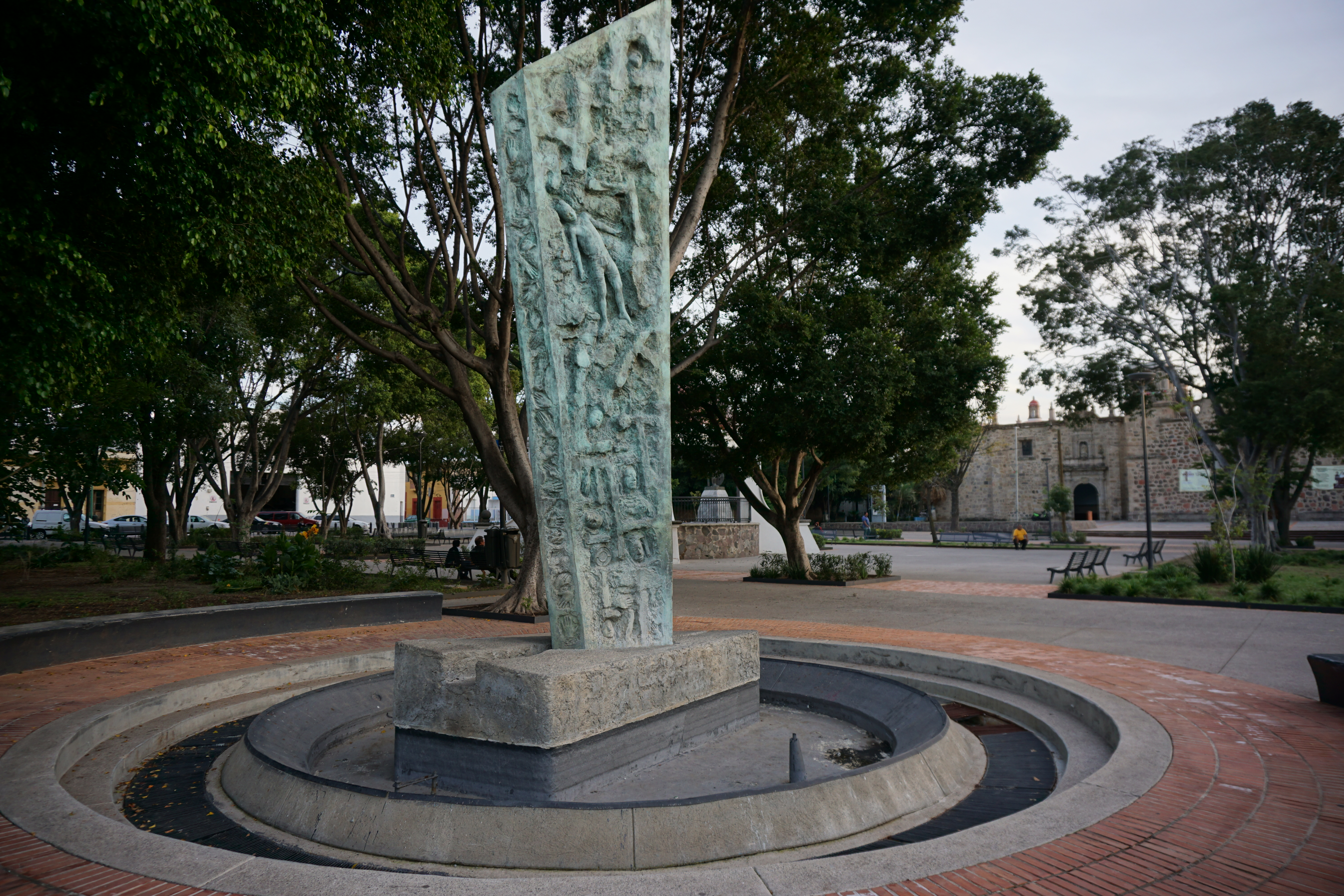
Memorial para as vítimas da explosão em Guadalajara

Muitos dos sobreviventes afetados pelas explosões formaram um grupo denominado "La Asociacion 22 de Abril en Guadalajara" (a associação de 22 de abril de Guadalajara). Esta campanha foi iniciada por uma sobrevivente das explosões chamada Lilia Ruiz Chávez, que como resultado das explosões perdeu sua perna e também sua casa. Ela deu início ao grupo que conta com um total de 80 membros não só porque ninguém foi condenado por este incidente evitável, mas também porque as vítimas desta tragédia não estavam recebendo qualquer indenização ou assistência devido aos ferimentos sofridos ou perdas em decorrência do acidente. As vítimas desta tragédia não apenas perderam suas casas, mas também sua saúde e muitos entes queridos. Embora estejam cientes de que nenhuma quantia em dinheiro trará de volta seus parentes, como afirma Chávez, a tragédia os deixou incapazes de cuidar de si mesmos e muito menos de pagar seus medicamentos como consequência do incidente. Chávez, assim como os outros sobreviventes, lutam há 24 anos para que a justiça seja feita. Por causa da luta constante e pressão das vítimas em relação à Pemex, a empresa que foi inicialmente culpada pelo incidente, a Pemex finalmente concordou em pagar 40 milhões de pesos ao grupo, embora a Pemex afirme que se trata de uma doação e isso não significa que eles estão levando a culpa pelo incidente.
Em abril de 2020 o governador do estado de Jalisco Enrique Alfaro juntamente com seus antecessores não cumpriu os compromissos firmados com a associação das vítimas da tragédia.